# Imanol Erviti
Imanol Erviti Ollo (født 15. november 1983) er en spansk forhenværende professionel landevejsrytter og nu sportsdirektør på Ineos Grenadiers.